# Dzwonnica Iwana Wielkiego
Dzwonnica Iwana Wielkiego (ros. Колокольня Ивана Великого) – dzwonnica o wysokości 81 metrów położona w kompleksie architektonicznym moskiewskiego Kremla, pełniąca funkcje wspólnej dzwonnicy soborów Archangielskiego, Zaśnięcia Matki Bożej oraz Zwiastowania. 

## Historia
Pierwsza dzwonnica zbudowana z kamienia stała na tym miejscu w 1329 i stanowiła część cerkwi św. Jana Klimaka pod Dzwonami. Obecna wieża pochodzi z lat 1505–1508, w pierwotnym stanie była jednak o wiele niższa i zwieńczona dwoma ośmiokątnymi szczytami. W latach 1532–1540 połączono dzwonnicę z analogicznym obiektem tego typu wzniesionym dla soboru Zaśnięcia Matki Bożej przez Pietroka Małego Friazina, włoskiego architekta osiadłego w Rosji. Do obecnej wysokości została podniesiona za czasów Borysa Godunowa w 1600, który podejmując tę budowę miał zamiar zatrudnić przy niej setki ludzi przybyłych do Moskwy w ucieczce przed klęską głodu. Po zakończeniu prac wydany został zakaz wznoszenia wyższych obiektów, zniesiony dopiero w XX wieku. W 42 lata później do wieży na polecenie patriarchy Filareta dobudowano przybudówkę noszącą odtąd jego imię. W 1812 wojska francuskie zabrały część dekoracji oraz pierwotny krzyż z dzwonnicy. Krzyż ten według planów Napoleona miał zwieńczyć kopułę paryskiego Pałacu Inwalidów, ostatecznie jednak został zatopiony w którymś z jezior między Dorogobużem a Smoleńskiem w czasie odwrotu Wielkiej Armii. 
Na wieży znajduje się obecnie zespół 24 dzwonów z różnych okresów (od XV do XIX wieku), z których największym jest Wielki Dzwon Zaśnięcia Matki Bożej z XIX wieku, natomiast najstarszym – Niedźwiedź z 1501. W czasach radzieckich na parterze dzwonnicy usytuowano jedną z galerii muzeum kremlowskiego.